# Église Saint-Jean-Baptiste du Val-Fourré
Pour les articles homonymes, voir Église Saint-Jean-Baptiste.
L’église Saint-Jean-Baptiste du Val-Fourré est une église
catholique paroissiale située à Mantes-la-Jolie, en France.

## Description
Le style de cet édifice est typique des églises des années 1950 et 1960, à la fois inspiré par le IIe concile œcuménique du Vatican et la nouvelle architecture des grands ensembles.
À une nef de cinq-cents places est adjoint un bâtiment comportant des salles polyvalentes.

## Historique
Elle a été édifiée en 1968 par l'Œuvre des Chantiers du Cardinal, à l’emplacement de l’église provisoire de 1965.
Un projet de rénovation est mené en 2019 par l'architecte Benoît Ferré et inauguré le 1er décembre en présence d'Éric Aumonier, évêque de Versailles.
Dès la fin des travaux, la construction d'un campanile portant trois cloches est envisagée. Ce nouveau projet est mené à bien en 2022 et inauguré le 18 septembre. Les cloches ont été fondues par Paul Bergamo à la fonderie Cornille-Havard.

## Paroisse
L'église est le siège de la Paroisse Saint-Jean Baptiste du Val-Fourré. De nombreuses communautés y sont représentées, notamment Manjaques, Tamouls, Portugais, Camerounais, Antillais,.

## Mobilier
On y trouve trois statues de la Vierge Marie : Notre-Dame d'Afrique, Notre-Dame de Fátima et Notre-Dame de Velankanni.